# Öllampe

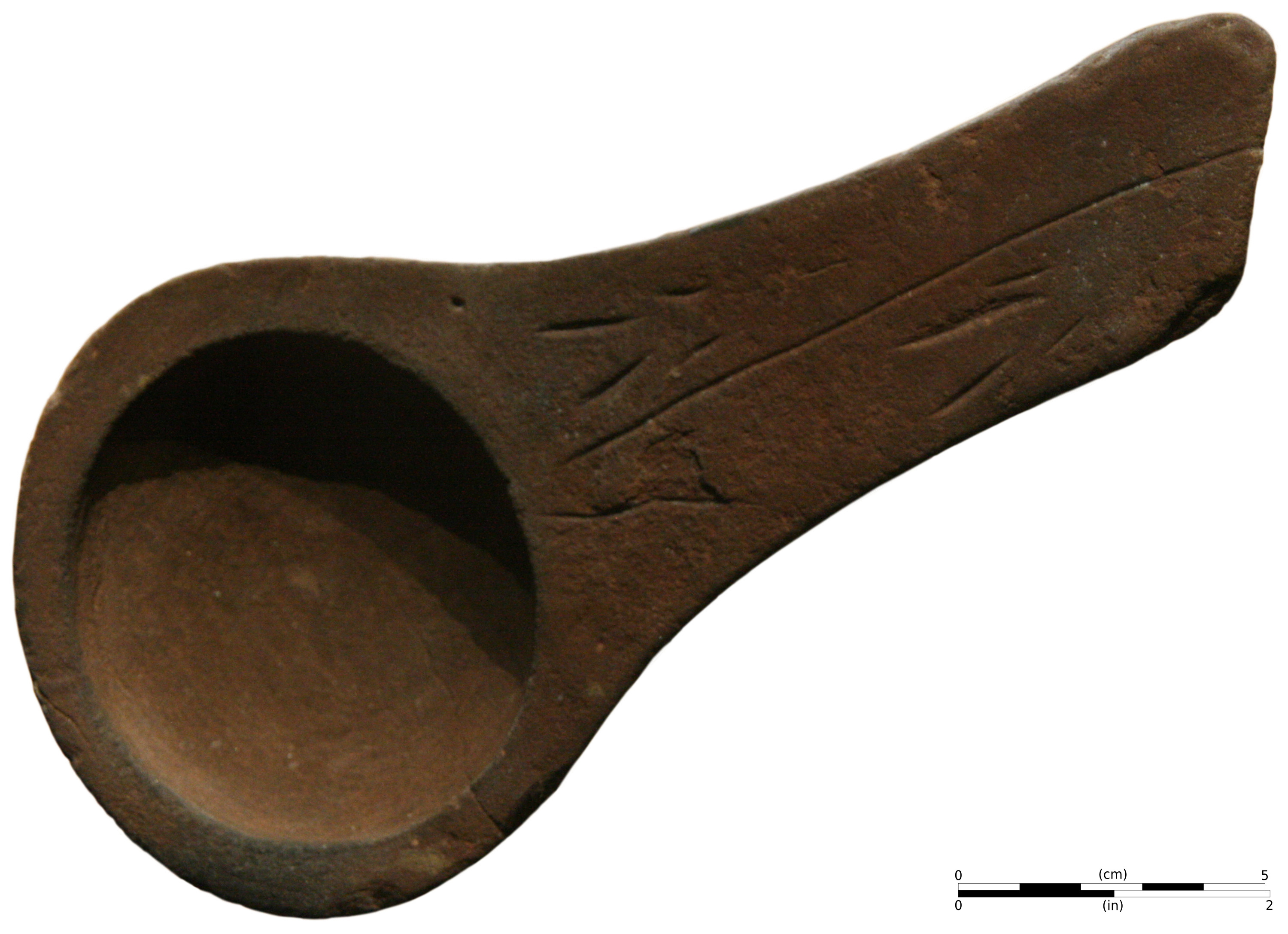
Öllampe aus rotem Sandstein, gefunden in der Nähe des Brunnens in der Höhle von Lascaux, ca. 17.000 Jahre alt (15.000 v. Chr.)

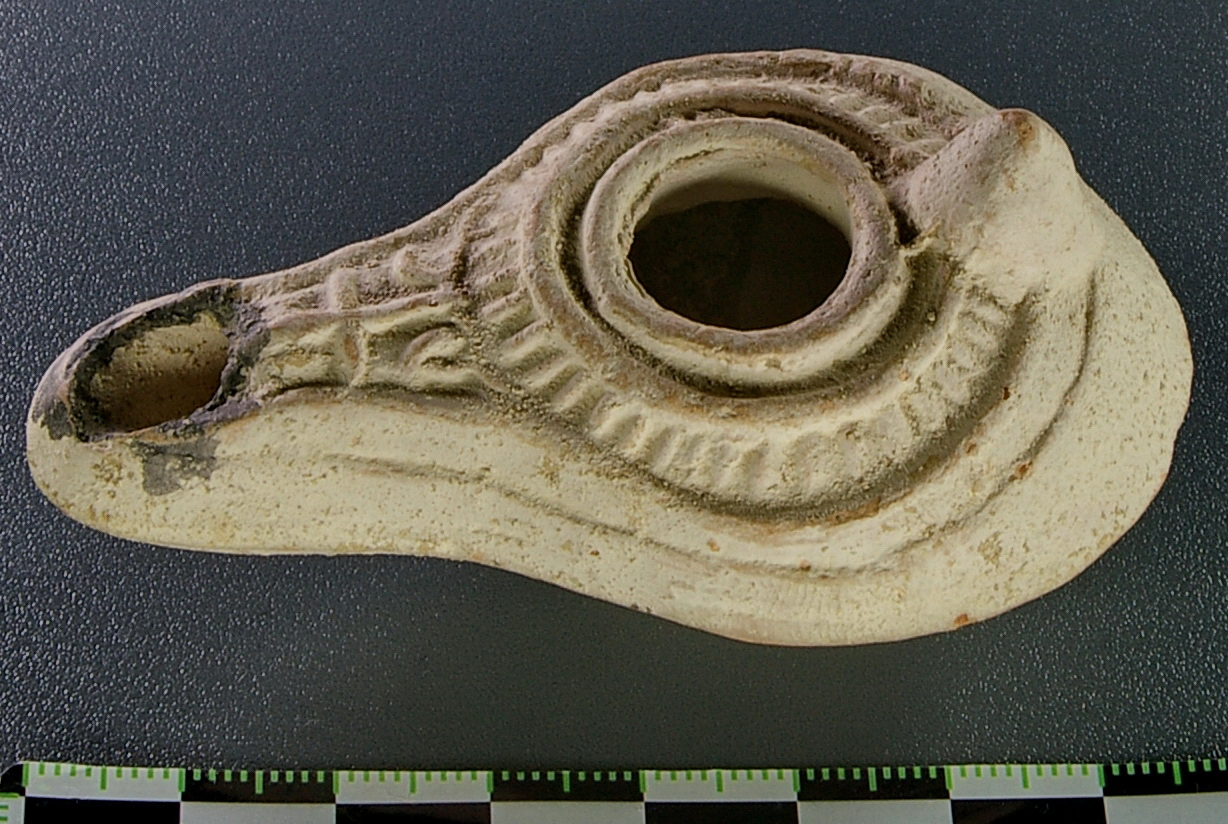
Einfaches römisches Lämpchen

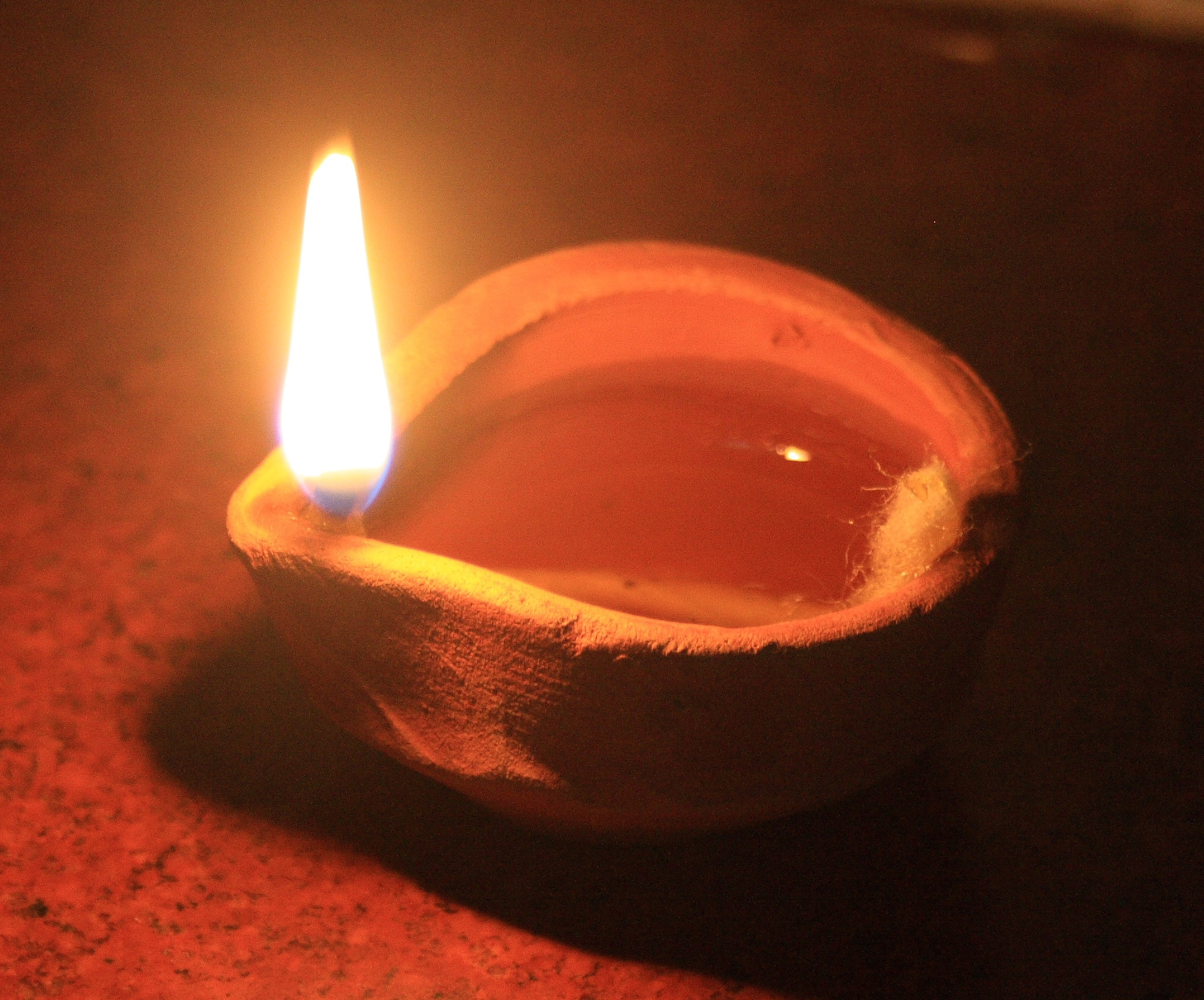
Öllampe am indischen Diwali-Fest

Öllampen sind Beleuchtungskörper, die mit Ölen als Brennstoff betrieben werden. Sie waren über Jahrtausende eine wichtige künstliche Lichtquelle.

## Vorläufer
Die ersten Lampen waren mit Tierfetten gefüllte, flache Steinschalen, welche am Rand eine kleine Rinne für den Docht hatten. Die Dochte bestanden anfangs nur aus Pflanzenfasern, später auch aus Stoffresten. Solche Schalenlampen wurden schon im Magdalénien, vor etwa 18.000 Jahren, benutzt.

## Frühe Öllampen

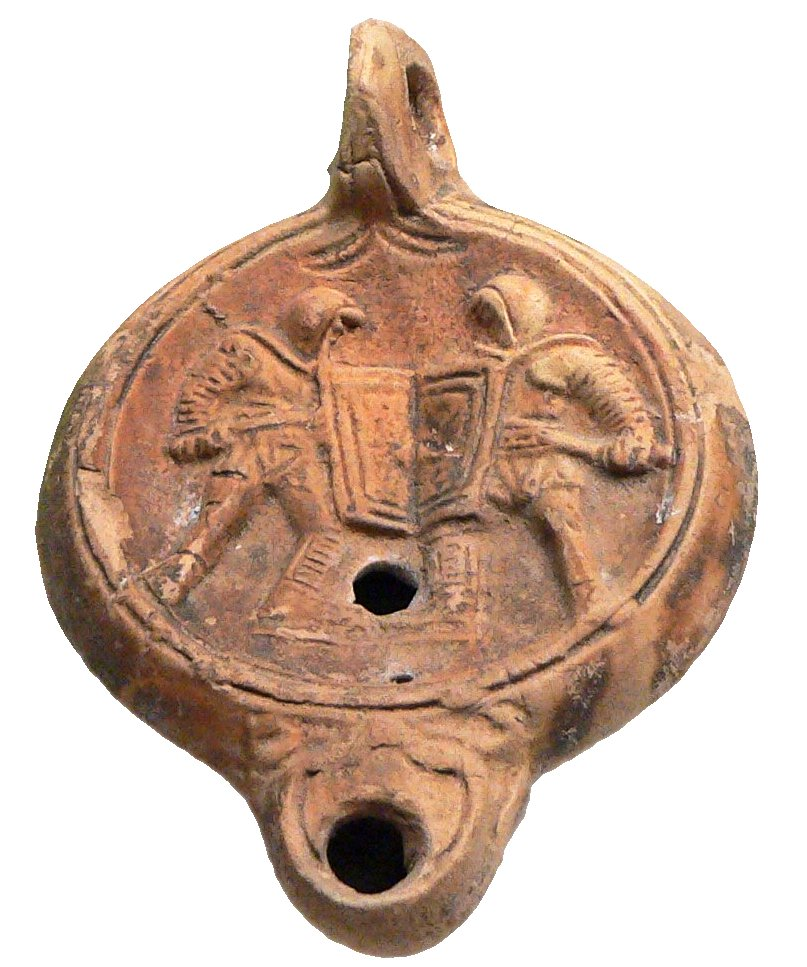
Antike römische Öllampe mit Gladiatorenmotiv

Viele Jahrhunderte entwickelte sich dieser Lampentyp kaum weiter, auch wenn verschiedene Brennstoffe und Gehäuseformen aus Ton und Stein auftauchten. Eine wesentliche Verbesserung wurde durch die Verwendung von Pflanzenölen möglich. Nun konnten die Schalen zugedeckt und damit vor Verschmutzung geschützt werden.
Bei den Römern wurden Öllampen zum Massenprodukt. Tonlampen sind wesentlich häufiger erhalten als solche aus Metall, da sie einerseits billiger waren, andererseits konnten defekte Metallexemplare eingeschmolzen werden. Für die Fertigung der Stücke aus Ton wurden meist zweiteilige Formen, sogenannte Modeln verwendet.
Manche Lampenfabrikanten stempelten ihre Namen auf die Böden der Produkte; diese Stücke werden als Firmalampen bezeichnet. Viele römische Öllampen waren verziert; der Bereich der Oberseite, auf der das Motiv angebracht ist, wird Spiegel genannt. Hier befindet sich meist auch das Loch zum Einfüllen des Öls. Der Docht wurde in den vorderen Fortsatz der Lampe, die sogenannte Schnauze geschoben.

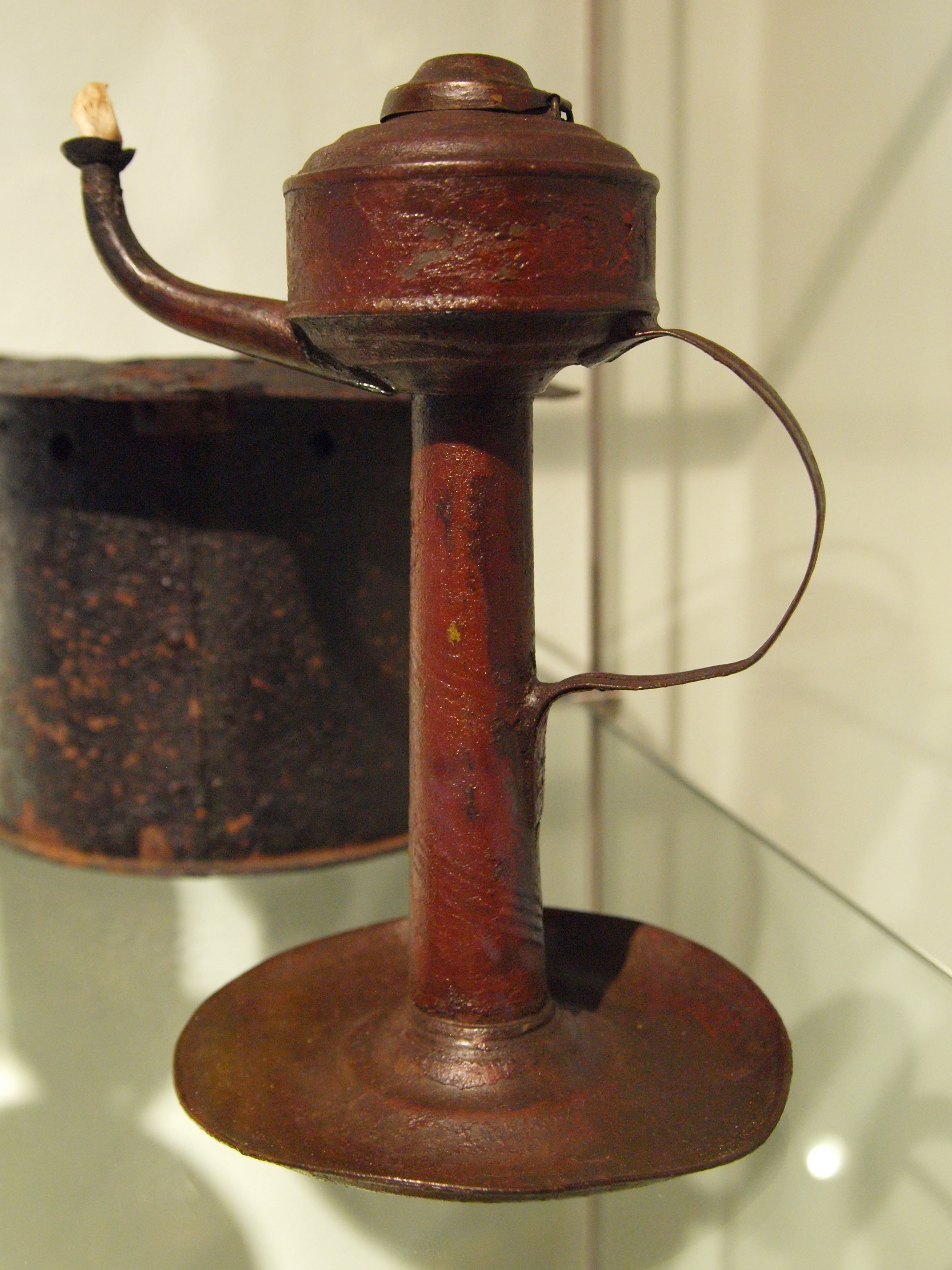
Trankrüsel, Tranlampe oder Walratlampe des 18./19. Jahrhunderts im Dithmarscher Landesmuseum, Eisenblech mit Baumwolldocht.

Die verwendeten Brennstoffe (Fett, Talg, Tran, Öl) sind dickflüssig, so dass sie nur einige Millimeter bis wenige Zentimeter im Docht nach oben steigen können. Geht der Brennstoff zur Neige, verglüht ein Teil des Dochts.
Öllampen sind älter als Kerzen. Hinweise auf Kerzen gibt es erst für das 1. Jahrhundert n. Chr. Aber auch Jahrhunderte später waren Kerzen noch immer kostspieliger als Öllampen. Weil im Mittelalter der Handel mit Olivenöl zurückging, benutzte man in den nördlich der Alpen gelegenen Ländern vorzugsweise Kienspäne, Fackeln und Talglichter. Kerzen wurden gerne im sakralen Bereich verwendet.
Nachdem in vielen Dörfern ganze Häuserreihen abbrannten, wurden im 18. Jahrhundert unter Pfalzgraf Karl IV. der Verhütung eines Feuerbrandes dienende strenge Anordnungen erlassen, in denen auch der vorschriftsmäßige Gebrauch von Lampen und Laternen geregelt war.
In tibetisch-buddhistischen Tempeln sind Butterlampen (tibetisch dkar me), die Yakbutter verbrennen, für religiöse Zeremonien in Gebrauch.

## Moderne Entwicklungen
In der frühen Neuzeit fand man technische Lösungen, um die Öllampen weiterzuentwickeln. Eine erste markante Neuerung bildete die kardanisch aufgehängte Öllampe (Cardanlampe). Im 18. Jahrhundert erscheinen Modelle mit neuen Dochtformen, zum Beispiel breiten Banddochten. Handpumplampen waren den Kerzenstöcken nachempfunden.

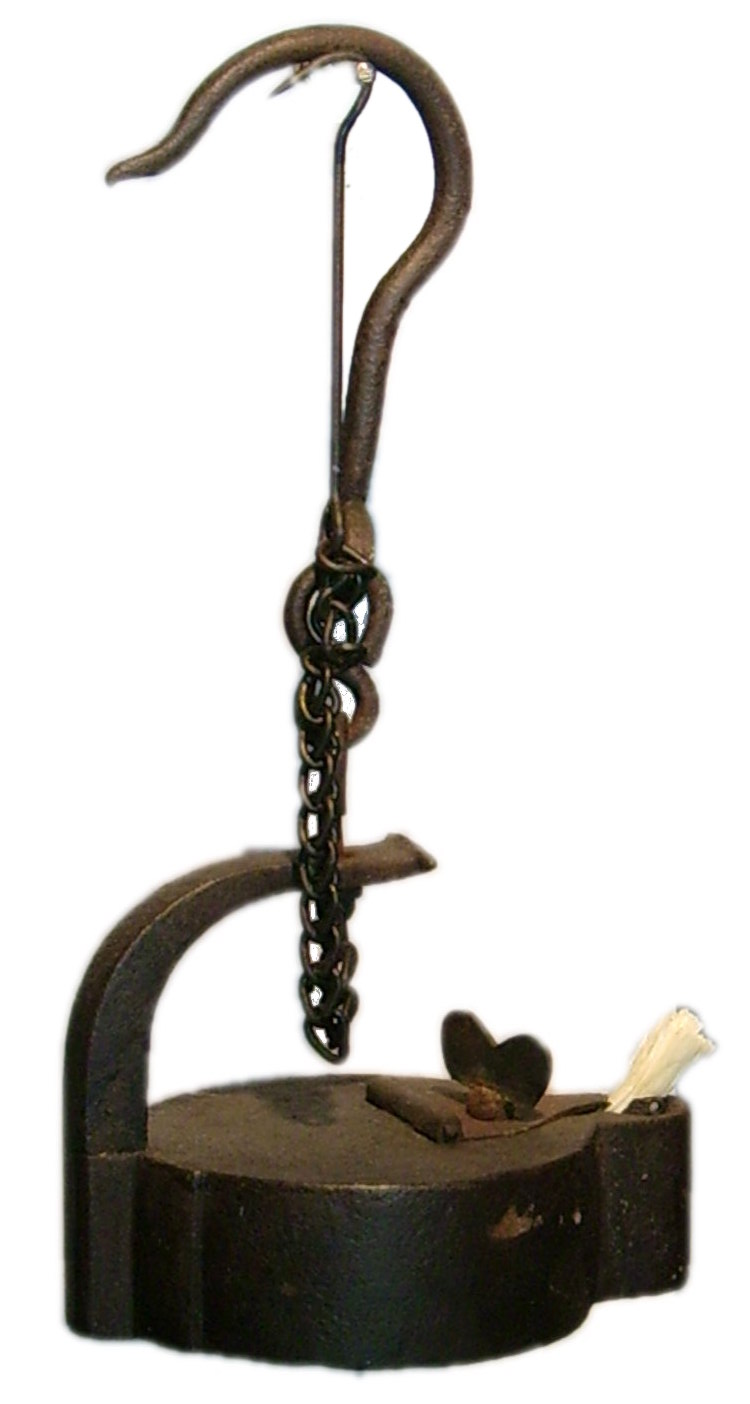
„Frosch“ (Grubenlampe aus dem Bergbau), Mitte des 19. Jahrhunderts
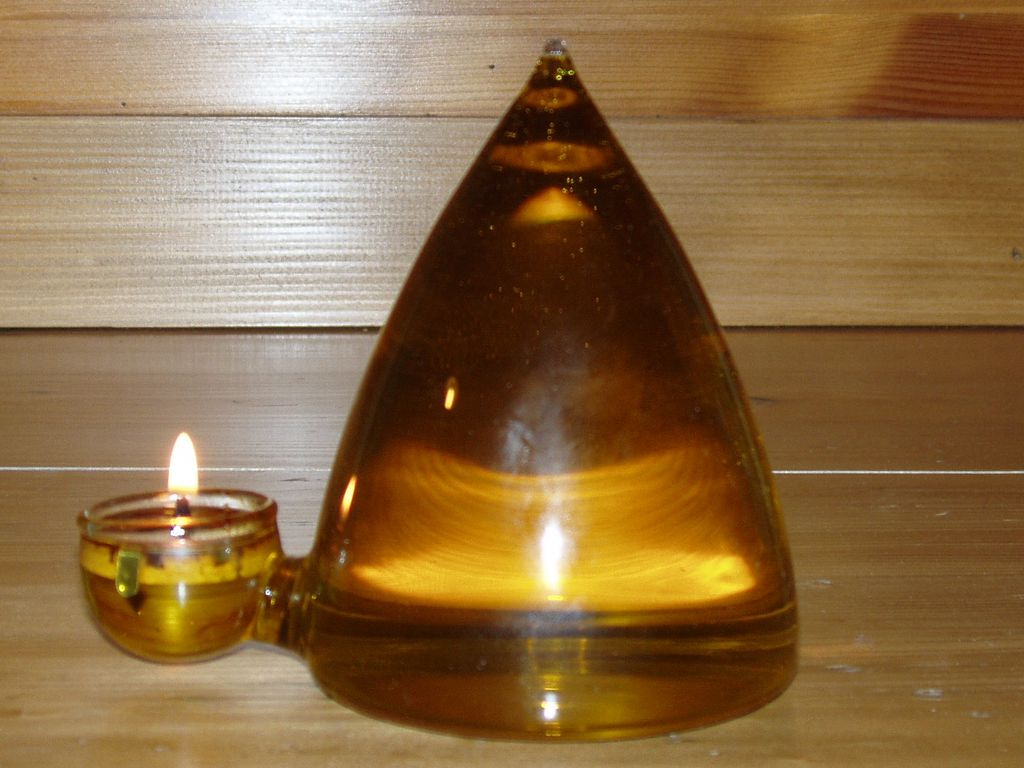
Moderne Öllampe nach dem Cardanischen Sturzflaschenprinzip, 2007
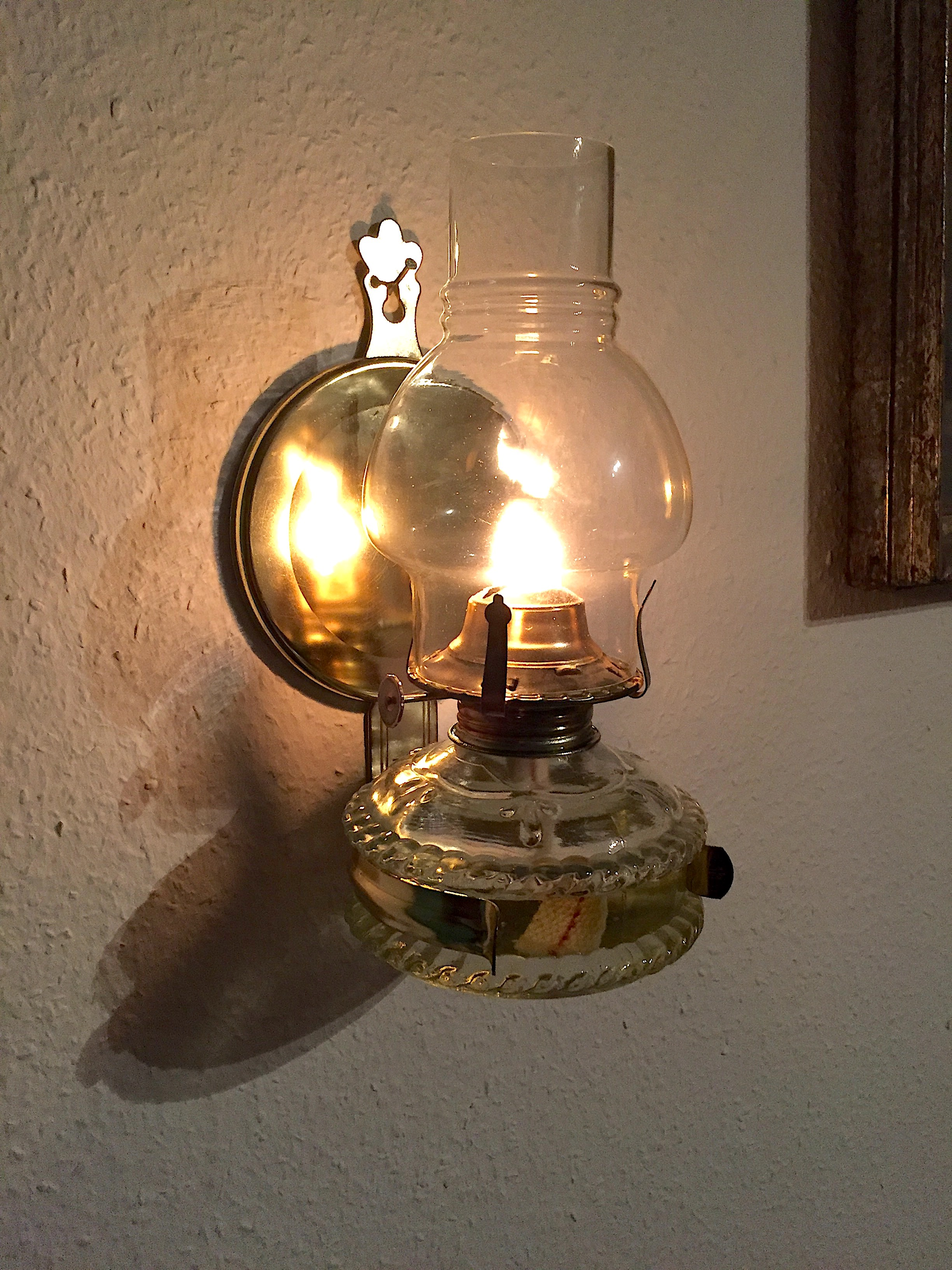
Glas-Öllampe mit breitem Banddocht

Seit 2003 ist in Europa die sicherheitstechnische Norm für dekorative Öllampen EN 14059 (in Deutschland DIN EN 14059) in Kraft, in der Anforderungen für deren Beschaffenheit festgelegt werden, um die Gefahren beim Umgang besonders mit dem Lampenöl zu verringern. In Europa verkaufte Öllampen müssen seither entsprechend gekennzeichnet, bruchsicher und auslaufsicher sein und sie dürfen nicht anziehend auf Kinder wirken.

## Argandbrenner

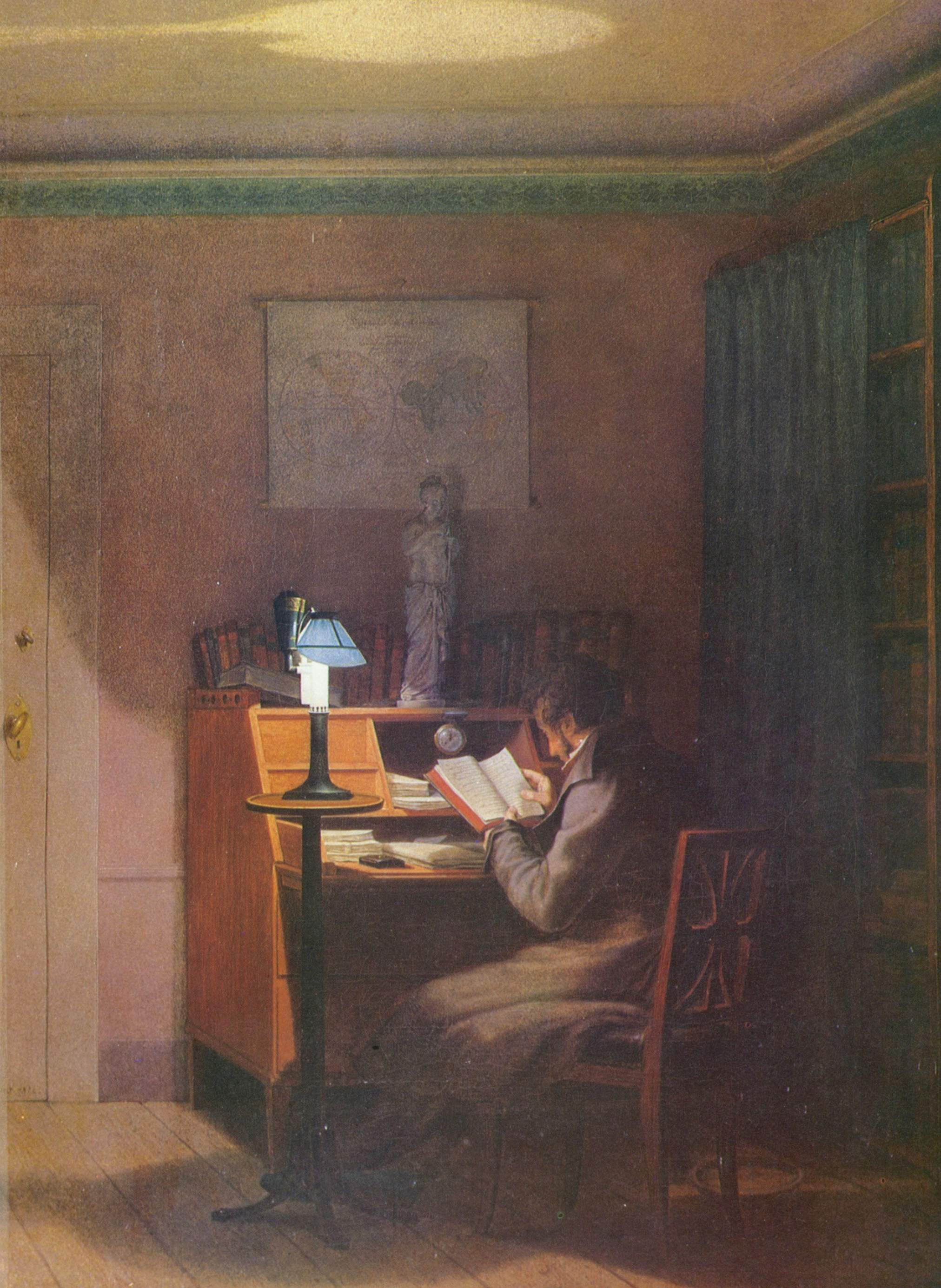
„Der elegante Leser“ des Biedermeier liest beim hellen Schein des Argandbrenners

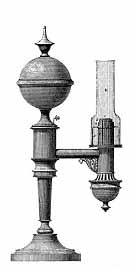
Zeichnung einer Argand-Studierlampe

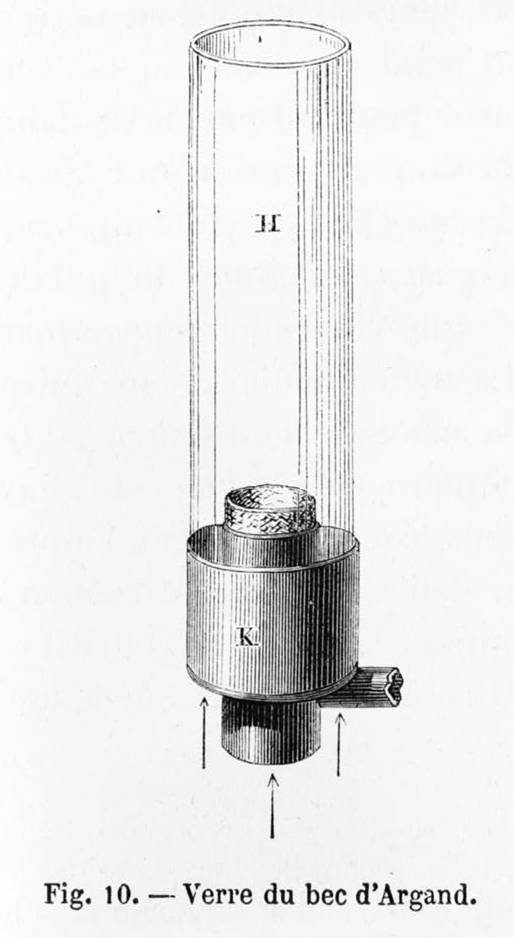

Der größte Schritt auf dem Weg zu einer heller brennenden Öllampe gelang Aimé Argand, einem in Frankreich lebenden Schweizer, der etwa um 1783 eine Lampe vorstellte, deren Brenner aus einem Metallzylinder mit doppelter Wand konstruiert war. In der hohlen Wand war ein runder Baumwolldocht befestigt mit einer Brennstoffzuführung durch einen separaten Tank. Der innere Zylinder war unten offen, sodass Luft hindurch innen an den Docht gelangen konnte. Zudem setzte Argand einen Blechzylinder über die Flamme, um durch Kaminwirkung einen höheren Zug zu erhalten. Der Blechzylinder wurde im Jahr 1784 durch einen Glaszylinder ersetzt. Der Argandsche Brenner wurde für fast alle späteren Öllampen (Uhrwerklampen, Moderateurlampen), Petroleumlampen sowie  in Leuchttürmen verwendet.
Die herkömmlichen Öllampen verschwanden nach der Einführung der Petroleumlampe um die Mitte des 19. Jahrhunderts in Europa und Nordamerika fast überall. In anderen Kulturbereichen blieben sie bis weit ins 20. Jahrhundert weit verbreitet und gelten in bestimmten rituellen Kontexten noch heute als unverzichtbare Attribute.
Die Bezeichnung Öllampe ging im allgemeinen Sprachgebrauch rasch von den herkömmlichen, mit Pflanzenöl betriebenen Lampentypen auf die Petroleumlampen über. Der Begriff für das Gerät blieb bestehen, während das Brennmittel ersetzt wurde.

## Öluhr
Zur Zeitmessung wurden ab dem 16. Jahrhundert gläserne Öllampen mit Markierungen versehen. Am Stand des verbliebenen Öls konnte man die vergangene Zeit ablesen. Öluhren gehören zu den Elementaruhren und werden umgangssprachlich auch als Zeitlampen bezeichnet.
Nicht zu verwechseln ist die Öluhr mit den Uhrwerken, die in manchen Öllampen zum Pumpen des Öls vom Behälter zum Docht benutzt wurden.

## Trivia
- Als Zaubermittel gilt die „Wunderlampe“ in der Geschichte Aladins in den Erzählungen von Tausendundeine Nacht.
- Im biblischen Kontext kommen Öllampen im Gleichnis von den klugen und törichten Jungfrauen vor.
- Tranfunzel bezeichnet eine schwache Lampe, oder ein schwaches Leuchtmittel. Gelegentlich werden auch langsame und geistig schwerfällige Menschen umgangssprachlich abwertend als „Tranfunzel“ bezeichnet.[4]